# غوست أو إس
غوست أو إس (بالإنجليزية: Ghost OS)‏ هو نظام تشغيل مفتوح المصدر. ويجري تطويره مُنذ 2014. حاليًا هو مُتوافِق مع النظام الأساسي x86.
يعتمد النظام على نواة صغيرة ويتميز بمعالجة متعددة متماثلة وتعدد المهام.

## تصميم
المفهوم المعماري هو تصميم النواة الصغيرة. يتم تنفيذ العديد من الوظائف التي يتم دمجها عادةً في النواة في نظام أحادي أو هجين كتطبيقات على مستوى المستخدم. تعمل جميع برامج تشغيل النظام كعمليات مساحة المستخدم. يحاول هذا النهج تحسين الاستقرار وتجنب الأعطال بسبب الوصول الخاطئ أو تلف الذاكرة. يدعم النظام تحميل العناصر الثنائية والمشتركة لـ ELF 32 بت.
توفر النواة واجهة برمجة تطبيقات لاستدعاء النظام تُستخدم لجميع الاتصالات بين العمليات وأوامر النظام. يقوم برنامج التشغيل بمعالجة الوصول إلى هذه الواجهة لإدارة الذاكرة أو طلب الوصول المباشر إلى الموارد.

## انظُر أيضًا
- تيمبل أو إس